# Everdrup
Everdrup – miasto w Danii, w regionie Zelandia, w gminie Næstved.